# ولگرد (فیلم ۲۰۲۰)
آواره (به هندی: Malang) فیلمی هندی در ژانر اکشن-هیجانی رمانتیک محصول سال ۲۰۲۰ به کارگردانی موهیت سوری است. در این فیلم بازیگرانی همچون آنیل کاپور، آدیتیا روی کاپور، دیشا پاتانی، کونال خمو، الی آورام، آمروتا خانویلکار، واتسال شتس، ماکاراند دشپانده، شاد راندهاوا و آنجلا کریسلینزکی ایفای نقش کرده‌اند.
در ۷ فوریه ۲۰۲۰ اکران و با نقدهای مثبتی رو به‌ رو شد و در گیشه موفق عمل کرد.

## خلاصه داستان
در شب سال نو میلادی، مردی ناشناس به آنجانی آکاشه (آنیل کاپور) بازرس پلیس تماس می‌گیرد و قتلی را که قرار است خودش مرتکب شود، گزارش می‌دهد و سال نو را به او تبریک می‌گوید. آکاشه هر مجرمی را که می‌گیرد، می‌کشد و با عنوان درگیری با پلیس گزارش می‌دهد. پلیس‌ها زمانی که به محل جرم می‌رسند با جسد پلیسی که جز تیم مایکل رودریگز (کونال خمو) بوده است رو به رو می‌شوند. مایکل می‌خواهد قاتل را دستگیر کند تا زندانی شود در حالی که آکاشه می‌خواهد او را بکشد و این باعث درگیری بین آنها می‌شود. در تماس دوم همان شب، قاتل دوباره سال نو را تبریک می‌گوید و نفر قتل بعدی را مشخص می‌کند. پلیس سریع خود را به محل می‌رساند؛ اما زمانی قاتل را پیدا می‌کنند که کار خود را تمام کرده و ویکتور(واتسال شت)، یکی دیگر از اعضای تیم مایکل کشته شده است. اکاشه موقع فرار مجرم می‌تواند چهره او را ببیند و متوجه می‌شود او، آدیت (آدیتیا روی کاپور) پسری است که مایکل و تیمش چندسال قبل پرونده‌اش را بر عهده داشتند و به تازگی از زندان آزاد شده است و حال به دنبال انتقام از افرادی‌ست که عشقش را

## تولید
- برای نقش دیشا در این فیلم اول به سراغ کریتی سانون رفته بودند و او فیلمنامه را خوانده بود؛ اما پيشنهادهایی برای فیلم‌های «خانه شلوغ ۴» و «پانیپات» شد و بخاطر تاریخ برنامه ریزی‌ها مجبور به ترک پروژه شد.
- نقش ملنگ سپس به شرادا کاپور پیشنهاد شد؛ اما بخاطر برنامه کاری شلوغ نتوانست در این نقش بازی کند ولی در نقطه اوج فیلم صداپیشگی کرد.
- به گفته آنیل کاپور او ابتدا از موهیت سوری خواسته بود که نقش کونال خمو را در فیلم ایفا کند.

## انتشار
سازمان سی بی اف سی از سازندگان فیلم خواست که تغییراتی در فیلم ایجاد کنند و صحنه‌هایی که اصطلاحات مربوط به مواد مخدر در آن ذکر شده است را هم حذف کنند، همچنین آنها از سازندگان خواسته‌اند صحنه‌ای که شامل یک نماد مذهبی و دینی است را تغییر دهند و سازندگان باید ابراز داشته باشند که بازیگرانِ «ملنگ» از هیچ نوع وحشیگری و بی‌رحمی علیه زنان پشتیبانی نمی‌کنند.

## دنباله
در ۳۱ می ۲۰۲۰ به طور رسمی اعلام کردند که دنباله این فیلم با نام ملنگ ۲ ساخته خواهد شد. بازیگران آن شرادا کاپور، سیدرات مالهوترا و آنیل کاپور خواهند بود.